# Kankuamo
Die Kankuamo oder Atanque sind ein indigenes Volk Kolumbiens, das an den südöstlichen Hängen der Sierra Nevada de Santa Marta im Norden des Departamentos César lebt oder lebte.

## Indigene Gruppen der Sierra Nevada de Santa Marta
In der Sierra Nevada de Santa Marta leben vier indigene Gruppen, im Nordwesten die Kogi, im Nordosten die Wiwa, im Südwesten die Ika und im Südosten die Kankuamo. Alle werden zusammen auch als Arhuaco bezeichnet und bilden eine Gruppe innerhalb der Chibcha-Sprechenden. Früher zur Zeit der spanischen Eroberung lebten im Norden der Sierra Nevada de Santa Marta noch die Tairona-Indianer, es wird vermutet, dass die Tairona und die Arhuaco-Gruppen verwandt sind, gesichert ist dies aber nicht.

## Sprache
Die Kankuamo sprachen die Kankuamo Sprache der Arhuaco-Gruppe der Sprachfamilie Chibcha. Diese ist eng verwandt mit der Sprache der Ika, wird heute jedoch nicht mehr gesprochen. Die Kankuamo werden mit den Ika meist zusammen betrachtet.

## Kleidung und Siedlung
Wie alle Gruppen der Arhuako fallen die Kankuamo durch ihr Äußeres auf. Männer und Frauen hatten und haben lange Haare. Die Kankuamo und alle anderen Arhuako-Gruppen sind für ihre besondere Form der Kleidung gekennzeichnet; die Frauen tragen zwei überlappende Tücher, und die Männer tragen ein ponchoartiges Oberteil und eine kurze Hose und einen Hut aus Agavenfasern. Auch geflochtene Gürtel sind bekannt. Die Frauen tragen als Schmuck Ketten. Fast immer dabei haben die Männer geflochtene Taschen. Die Kleidung ist weiß bis naturfarben. An den Füßen trugen sie früher geflochtene Sandalen, später Sandalen aus dem Gummi von Autoreifen. Es sind stattliche Erscheinungen. Die Art ihrer Dörfer oder Einzelsiedlungen ist durch die Kegeldachhütten bis zu 10 Meter Durchmesser gekennzeichnet, deren Wände aus Steinen und die Dächer aus Stroh gebaut wurden. Die Grundrisse der Häuser sind meist rund, aber auch fast viereckige Häuser sind zu finden. Eine Arhuaco-Familie besitzt mehrere Häuser, sie wechseln sporadisch den Wohnort, um in verschiedenen Höhenlagen der Sierra Nevada de Santa Marta verschiedene Pflanzen kultivieren zu können. Es gibt Männerhäuser und Frauenhäuser in den Einzelsiedlungen der Familien. Es gibt aber auch Dörfer, in denen sich die Arhuako für ihre Feste treffen. In ihnen gibt es auch sehr große Männerhäuser, für bestimmte Kulthandlungen. Und auch Tempelbauten hoch oben in den Bergen sind bekannt.

## Handwerk
Spinnen der Baumwolle mit Spindeln.
Weberei an Webstühlen für Kleidung und Decken.
Knüpfen von Hängematten (aber auch auf dem Boden wurde geschlafen), Hüten, Netzen, Taschen, Tragbänder und Stricken aus Agavenfasern.
Flechten von Gürteln, Körben.
Töpferei von Gefäßen (Krüge), weitere Gefäße werden aus Kalebassen/Kürbissen hergestellt.
Schnitzen von Holzbänken.
Als Musikinstrumente sind Flöten aus Bambusrohr, Rasseln und Trommeln bekannt.
Bau von Brücken.

## Wirtschaft
Die Wirtschaft der Kankuamo basiert auf der Landwirtschaft. Die Hauptprodukte sind Mais, süßer Maniok (Yuca), Kochbananen, Kartoffeln, Yams, Fique, Aracacha, Bohnen, Kürbisse, Obstbananen und verschiedenes anderes Obst, Kakao, Koka, Baumwolle und Xanthosoma. Viehhaltung ist auch bekannt, heute sind es Hühner, Schweine und Rinder. Jagd und Fischfang haben wenig Bedeutung. Das Sammeln hat ebenso Bedeutung, auch das Sammeln von Honig bei Wildbienen.

## Gesellschaft
Als übergeordnete Stellungen innerhalb der Gesellschaft gibt es Häuptlinge der Dörfer und die Priester in den Männerhäusern der Dörfer und in den Tempeln auf den Bergen. Männliche Nachkommen führen ihre Abstammungslinien von den männlichen Ahnen her, weibliche Nachkommen von ihren Müttern. Es gibt männliche Klangruppen (Beuteltier, Puma, Jaguar, Adler) und weibliche (Gürteltier, Hirsch, Pekari, Schlange), hier herrscht ein gegenseitiges System, d. h. dass männliche Tier ernährt sich vom weiblichen Tier und genau so darf geheiratet werden, Beuteltier + Gürteltier, Puma + Hirsch usw.

## Geistiges Leben
Die Hauptgottheit ist eine Muttergottheit. Sie betrachten die Sierra Nevada de Santa Marta, die Bergkette, auf der sie wohnen, als heilig. Bei den Feierlichkeiten in den Tempeln gibt es Tänze von Maskentänzern und Priester und Tänzer tragen Schmuck aus Gold, vergoldetem Kupfer, schön geschnitztem Holz und fein gemeißeltem Stein. Teilweise stammt dieser Schmuck noch aus vorkolumbischer Zeit.

## Tradition des Wissens
Die kenntnisreichen Männer (Mamos) und Frauen (Sagas) der Kankuamo erwerben von den Älteren wie ihre Vorfahren die Fähigkeit, spirituell mit der Natur zu kommunizieren. Basierend auf einer Philosophie der Nähe zu Natur und Universum pflegen sie die heiligen Stätten und leiten traditionelle Rituale für Taufen, Hochzeiten und Opfergaben in den Tempeln an. Aus diesem Wissen heraus werden auch Vergehen geahndet.
Diese Wissenstradition, die mutmaßlich die Stammesidentität und das ökologische Gleichgewicht der Region schützt, wird auch von den Kogi, Wiwa und Ika gepflegt und wurde 2022 in die UNESCO-Liste des immateriellen Kulturerbes der Menschheit aufgenommen.